# Tereza Smitková
Tereza Smitková (* 10. října 1994) je česká profesionální tenistka. Na žebříčku WTA byla nejvýše klasifikována na 57. místě, a to v dubnu 2015.

## 2013
Rok začala na turnaji ITF ve Stuttgartu, kde bez ztráty setu dokráčela do semifinále, tam však prohrála s kvalifikantkou Julií Kimmelmannovou z Německa 4–6, 1–6. Pak odjela do Izraele, kde si zahrála kvalifikaci turnaje ITF. Kvalifikací prošla bez ztráty setu, když ve druhém kole porazila světovou hráčku č. 127 Michelle Larcher de Brit 6–4, 6–3. Ve čtvrtfinále pak podlehla kvalifikantce Iloně Kremenové z Běloruska 3–6, 6–1, 1–6.
Z Izraele odletěla do Moskvy kde ve čtvrtfinále prohrála s Marynou Zanevskou z Ukrajiny 6–3, 6–7, 5–7. Z Ruska se přesunul do britského přímořského letoviska Bath, kde v prvním kole porazila bývalou hráčku první stovky žebříčku WTA, Polku Martu Domachowskou 7–5, 6–4. Pak porazila třetí nasazenou Carin Witthöftovou 6–4, 6–3 a postoupila do čtvrtfinále, ve kterém podlehla An-Sophii Mestachové 5–7, 6–1, 4–6. Z Bathu odletěla do Estonska, kde se zúčastnila turnaje ITF v Tallinnu. Tam zvítězila v kvalifikaci, ale v prvním kole jí oplatila porážku Marta Domachowská 4–6, 6–7.
Poté se zúčastnila kvalifikace turnaje WTA v Katowicích, v kvalifikaci se postarala o překvapení když porazila osmou nasazenou a o 100 míst lépe postavenou Američanku Chiaru Schollovou 6–1, 7–5, potom podlehla mladé Slovence Anně Karolíně Schmiedlové 4–6, 2–6.
Poté odletěla na turnaj v Uzbekistánu, kde podlehla v prvním kole s kvalifikantkou Polinou Vinogradovou z Ruska 0–6, 7–6, 4–6. Poté se zúčastnila turnaje v Trnavě, tam podlehla Kanaďance Gabriele Dabrowski 3–6, 0–6. Pak se v Praze na divokou kartu zúčastnila turnaje Sparta Prague Open 2013 a zde v prvním kole smetla hráčku TOP 100, 66. hráčku světa Johannu Larssonovou 6–2, 6–4. Ve druhém kole podlehla Marii Sanchezové 6–4, 3–6, 4–6.
Na dalším turnaji vzdala zápas proti Victorii Kanové z Ruska, když už prohrávala 0–6 a 2–3. Poté hrála semifinále v Mariboru. Porazila Diu Evtimovou, Agnes Buktovou, Danku Koviničovou, ale v semifinále podlehla Aně Konjuhové 5–7, 2–6. V Brescii podlehla v prvním kole divoké kartě Federice Di Sarraové 6–7, 3–6. V Norimberku si poprvé zahrála hlavní soutěž turnaje WTA. V kvalifikaci porazila Katarzynu Piterovou, Annu-Lenu Friedsamovou a Laru Michelovou. V 1. kole hlavní soutěže nestačila na Julii Cohenovou 6–7, 3–6.
Pak na dalších turnajích skončila v prvním kole. V Lenzerheide nestačila na Kocherovou, ve Zlíně na Vaňkovou, v Torunu na Allertovou. Poté hrála kvalifikaci na turnaj WTA v Bad Gasteinu, kde prohrála s Bogdanovou. Ve čtvrtfinále turnaje ITF v Koksijde porazila Ysaline Bonaventurovou a Lenu-Marii Hofmannovou. Pak prohrála s Lesley Kerkhovou 2–6, 5–7. Pak si zahrála 2. kolo v Craiově, porazila Agnes Buktu, ale nestačila na Katarzynu Kawaovou 4–6, 1–6.
V Mestre a v Trabzonu prohrála v 1. kole. Nejdřív 6–7, 1–6 s Paulou Kaniovou a pak s Jekatěrinou Byčkovou 6–3, 3–6, 4–6. 2. kolo si zahrála na turnaji v Loughbourg, vyhrála nad Angelicou Moratelliovou 4–6, 6–4, 6–3, ale ve 2. kole prohrála s Alison Van Uytvanckovou 2–6, 2–6. Pak přišel nečekaný úspěch na turnaji v Lucemburku. Tam prošla kvalifikací výhrami 6–3, 6–3 nad Julií Putinceovovou, výhrou 7–5, 6–2 nad Despinou Papamichalovou a výhrou 6–4, 6–3 nad Alison van Uytvanckovou. V hlavní soutěži si připsala první výhru na okruhu WTA, když porazila Kristinu Mladenovičovou 7–5, 6–1. Ve druhém kole nestačila na 3. nasazenou Sabine Lisickou 4–6, 0–6.
Na turnaji v Istanbulu hrála čtvrtfinále, kam se probojovala po vítězstvích nad Zanderovou a Ozgenovou. Ve čtvrtfinále nestačila na Ksenii Pervakovou 2–6, 2–6. Na dalším turnaji v Istanbulu si zahrála semifinále. V kvalifikaci porazila Stanciuetovou a krajanku Kateřinu Kramperovou. V hlavní soutěži Tadeju Majeričovou 6–2, 6–0, pak Oyku Bozovou 6–0, 6–0, Martu Sirotkinovou 6–3, 6–2, aby v semifinále znovu skončila na raketě Xenije Pervakové, tentokrát 4–6, 4–6.
Poté prošla do čtvrtfinále v Zawadě. Porazila Kapshvayovou 6–4, 6–3 a Dentoniovou 6–1, 7–5. Ve čtvrtfinále skrečovala zápas s Ninou Zanderovou za stavu 6–7 a 1–4. Poslední turnaj roku odehrála v Šarm aš-Šajchu, kde vyhrála zápas 1. kola proti Maše Zeč-Peškiričové 6–3, 3–6, 6–2. V osmifinále skrečovala zápas proti Yulii Kalabinové za stavu 3–6 a 1–2.

## 2014

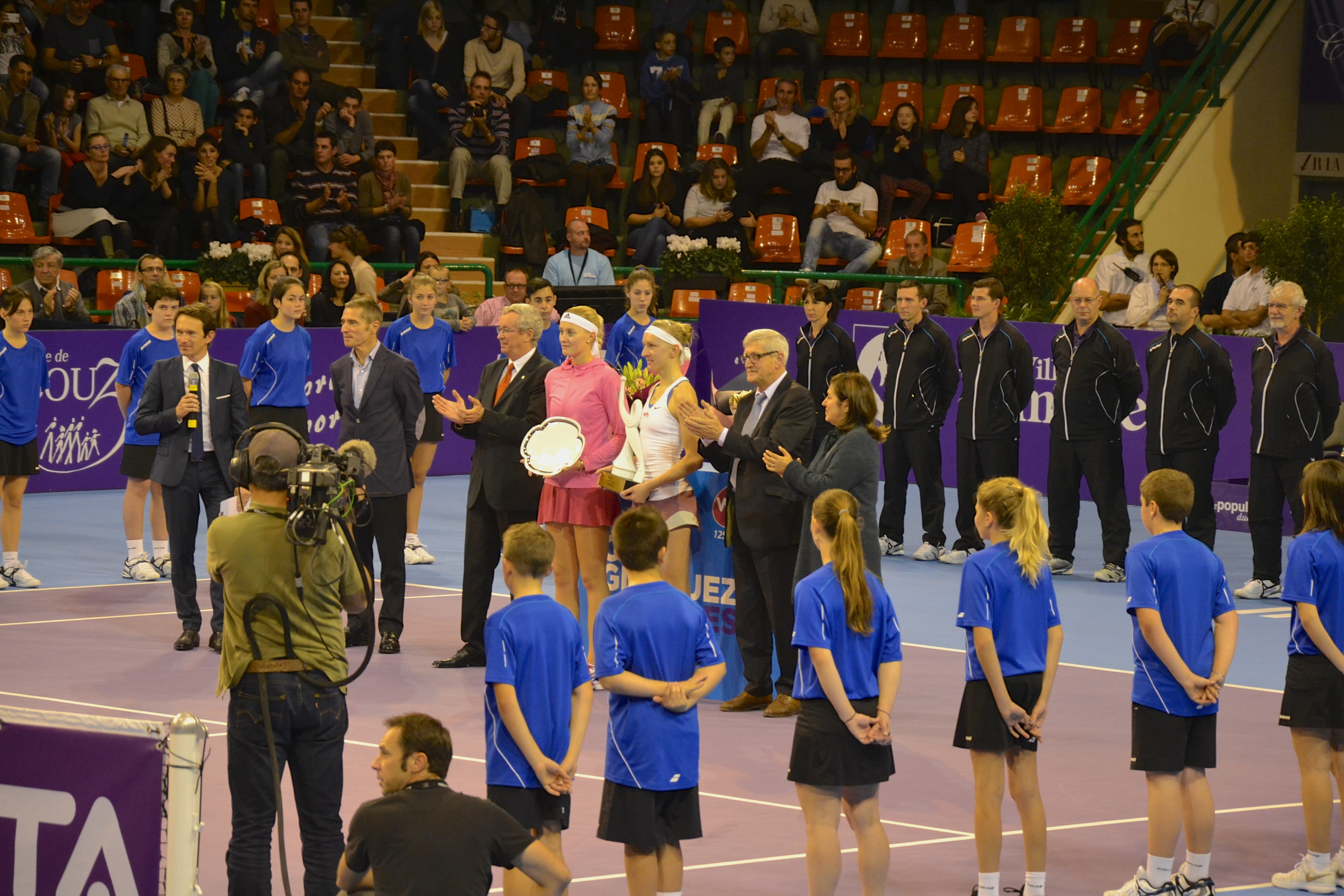
Ceremoniál po finále dvouhry turnaje Open GDF Suez 2014 v Limoges. Vítězka Tereza Smitková (vpravo) a finalistka Kristina Mladenovicová

Rok začala kvalifikací na Australian Open, kde nestačila hned v 1. kole na Madison Brengleovou z USA po setech 5–7, 2–6. Poté došla do semifinále na turnaji v Sunderlandu. Přes Stephanii Vogtovou po setech 2–6, 6–4, 6–3, Anu Vrljičovou porazila 7–5, 7–6, Carinu Witthoeftovou 7–5, 6–1. V semifinále nestačila na An-Sophii Mestachovou 2–6/4–6.
Pak podlehla v 1. kole v Grenoble Doroteje Eričové 4–6, 5–7. V Beinascu znovu porazila Carinu Witthoeftovou, tentokrát 6–2, 6–7, 6–2 a v osmifinále porazila Lisu Sabinovou 6–3, 6–4. Ve čtvrtfinále nestačila na Réku-Luku Janiovou 2–6, 4–6.
V Prestonu skončila v 1. kole na raketě Claire Feuresteinové po setech 6–2, 4–6, 5–7. V Croissy-Beaubourg prošla z kvalifikace až do semifinále. V kvalifikaci porazila Alici Bacquigovou 6–1, 6–2, dále i Japonku Šuko Aojamovou 5–7, 6–3, 6–2 a Kristinu Barroisovou 6–3, 6–2. V hlavní soutěži porazila Martu Sirotkinovou 6–1, 6–2, Caglu Buyukakcayovou 6–3, 6–3 a Albertu Briantiovou 6–3, 6–3. V semifinále ji smetla Claire Feuersteinová 2–6, 2–6.
Potom vyhrála turnaj v Karshi, přešla přes Veroniku Kudermetovovou 6–2, 7–5, Sabinu Šaripovovou 6–3, 6–2, Taru Mooreovou 6–1, 6–3 a Anu Bogdanovou 6–1, 4–6, 6–1. Ve finále zvítězila nad Niginou Abduraimovovou 6–3, 4–6, 7–6. V Istanbulu porazila divokou kartu Hulyu Essenovou 6–0, 6–1. V osmifinále ji smetla Xenija Pervaková 3–6, 0–6. V Trnavě skončila v 1. kole na raketě Danky Kovinićové po setech 2–6, 4–6.
V Praze prošla přes Oliviu Rogowskou 6–4, 7–5 a Dinah Pfizenmaierovou 6–1, 4–6, 6–3 až do čtvrtfinále, kde nezvládla zápas s Timeu Babosovou po setech 2–6, 4–6. Na French Open 2014 si zahrála kvalifikaci. V kvalifikaci porazila Victorii Duvalovou 6–3, 7–6 a Anabel Medinaovou 7–5, 6–1. V posledním kole kvalifikace nestačila na Danku Kovinićovou po boji 0–6, 6–4, 1–6.
Poté si zahrála na dvou turnajích ITF na trávě v Nottinghamu. Na obou skončila v kvalifikaci. V prvním případě podlehla Stephanii Foretzové-Gaconové 6–1/5–7/0–6 a ve druhém případě nestačila na Freyu Christiovou 2–6, 6–2, 3–6.
Vše si ale vynahradila ve Wimbledonu, kde zvítězila v prvních dvou kolech kvalifikace nad Sofií Šapataovou z Gruzie 6–3, 7–6 a nad domácí divokou kartou Gabriellou Taylorovou 6–3, 6–4. V posledním kole kvalifikace porazila Madison Brengleovou z USA po setech 6–3, 3–6, 6–1, takže se poprvé ve své kariéře probojovala do 1. kola grandslamového turnaje. V něm překvapila světovou jedničku ve čtyřhře Sie Šu-wej z Tchaj-wanu a vyhrála jednoznačně 6–3, 6–3. Ve druhém kole nedala šanci ani CoCo Vandeweghové z USA a porazila ji 6–3, 7–6. Ve třetím kole porazila Bojanu Jovanovskou ze Srbska v nervy drásající bitvě 4–6, 7–6, 10–8. V boji o čtvrtfinále ji čekala krajanka Lucie Šafářová, které podlehla 0–6, 2–6. Díky tomuto úspěchu se Smitková poprvé dostala do první stovky žebříčku WTA.
Poté odjela na turnaj v Bad Gasteinu. Přechod na antuku zvládla, když v kvalifikaci porazila 6–2, 6–3 Eleni Daniilidouovou a 6–2, 6–0 Gabrielu Dabrowskou. V hlavní soutěži nestačila v obrovské bitvě na Yvonne Meusburgerovou 6–7, 6–4, 5–7
V Istanbulu nestačila v kvalifikaci na Misu Eguchiovou 4–6, 0–6. Poté odjela na turnaj ve Washingtonu, kde skončila v kvalifikaci na Taylor Townsendové 3–6, 4–6. V Montréalu úspěšně prošla kvalifikací, ale v 1. kole nestačila Heather Watsonovou 4–6, 7–5, 4–6. Na US Open prohrála v 1. kole ve třech setech s Monicou Puigovou 3–6, 6–3, 3–6. Na turnaji ITF s dotací 50 000 dolarů v Las Vegas prohrála jako nasazená jednička hned v 1. kole po prohře s kvalifikantkou Katerynou Bondarenkovovou 6–7, 4–6.
Na turnaji v Linci prohrála ve 3. kole kvalifikace s krajankou Kateřinou Siniakovou 7–5, 5–7, 1–6. Na turnaji v Lucembursku prohrála hned v 1. kole po prohře s Robertou Vinciovou 1–6, 3–6. Na turnaji ITF s dotací 100000 v Poitiers prohrála v semifinále s Oceáne Dodinovou 4–6, 4–6. Na turnaji ITF s dotací 50,000 v Nantes prohrála v 1. kole s Timeou Babosovou 4–6, 3–6.
Na turnaji WTA 125k v Limoges získala svůj první titul z okruhu WTA po finálové výhře nad Kristinou Mladenovicovou 7–6, 7–5. Rok ukončila na turnaji ITF s dotací 75,000 v Dubaji, kde prohrála v 1. kole s An-Sophií Mestachovou 3–6, 6–3, 4–6.

## 2015
Sezonu začala na turnaji v Šen-čenu, kde po výhrách nad Olgou Govorcovovou a Kateřinou Siniakovou postoupila do čtvrtfinále, kde prohrála s Petrou Kvitovou 5–7, 4–6. Na Australian Open deklasovala v 1. kole Mirjanu Lučičovou 6–1, 6–1. Ve 2. kole podlehla Camile Giorgiové 1–6, 4–6.
V únoru byla poprvé nominována do českého Fed Cupového týmu do utkání s Kanadou. Svým vítězstvím nad Gabrielou Dabrowskou ve dvou setech 6–1, 6–2 pomohla českému týmu k postupu do semifinále po výhře 4:0.

## 2016-2022
Jejím zatím posledním velkým zápasem bylo utkání o postup do čtvrtfinále turnaje Prague Open 2021 proti Kateřině Siniakové, které v třísetové bitvě prohrála.

## Finálové účasti na turnajích WTA Tour

### Série WTA 125K
| Legenda                  |
| ------------------------ |
| D – dvouhra; Č – čtyřhra |
| WTA 125 (1–0 D)          |

#### Dvouhra: 1 (1–0)
| Stav    | Č. | Datum             | Turnaj           | Povrch    | Soupeřka ve finále     | Výsledek  |
| ------- | -- | ----------------- | ---------------- | --------- | ---------------------- | --------- |
| Vítězka | 1. | 9. listopadu 2014 | Limoges, Francie | tvrdý (h) | Kristina Mladenovicová | 7–64, 7–5 |

## Finálové účasti na turnajích okruhu ITF
| $100,000 tournaments |
| $75,000 tournaments  |
| $50,000 tournaments  |
| $25,000 tournaments  |
| $10,000 tournaments  |

### Dvouhra 6 (4–2)

#### Vítězka
| Č. | Datum           | Turnaj              | Povrch | Soupeřka           | Výsledek      |
| -- | --------------- | ------------------- | ------ | ------------------ | ------------- |
| 1. | 21. ledna 2012  | Stuttgart-Stammheim | tvrdý  | Maryna Zanevská    | 6:4, 7:6      |
| 2. | 17. března 2012 | Bath                | tvrdý  | Katarzyna Piter    | 4:6, 6:2, 6:1 |
| 3. | 14. dubna 2012  | Hvar                | antuka | Karla Popovic      | 2:6, 6:4, 6:2 |
| 4. | 14. dubna 2014  | Karshi              | tvrdý  | Nigida Abduraimová | 6:3, 4:6, 7:6 |

#### Finalistka
| Č. | Datum          | Turnaj | Povrch | Vítězka          | Výsledek      |
| -- | -------------- | ------ | ------ | ---------------- | ------------- |
| 1. | 6. srpna 2011  | Iława  | antuka | Ulrikke Eikeri   | 6:3, 6:2      |
| 2. | 18. února 2012 | Leimen | hala   | Melanie Klaffner | 2:6, 7:6, 6:1 |

### Čtyřhra 8 (4–4)

#### Vítězka
| Č. | Datum              | Turnaj   | Povrch | Spoluhráčka        | Finalistky                              | Výsledek       |
| -- | ------------------ | -------- | ------ | ------------------ | --------------------------------------- | -------------- |
| 1. | 9. května 2012     | Hvar     | antuka | Martina Kubičíková | Tereza Martincová Petra Rohanová        | 6:2, 6:4       |
| 2. | 25. srpna 2012     | Praha 3  | antuka | Jesika Malečková   | Anastasia Pivovarova Arina Rodionova    | 6:1, 6:4       |
| 2. | 29. června 2013    | Zlín     | antuka | Martina Borecká    | Paula Kania Katarzyna Piter             | 6:1, 5:7, 10:8 |
| 3. | 16. listopadu 2013 | Zawada   | hala   | Nikola Franková    | Justyna Jegiolka Diana Marcinkevica     | 6:1, 2:6, 10:8 |
| 4. | 21. dubna 2014     | Istanbul | tvrdý  | Petra Krejsová     | Michaella Krajicek Aleksandra Krunićová | 1:6, 7:6, 11:9 |

#### Finalistka
| Č. | Datum              | Turnaj       | Povrch | Spoluhráčka        | Vítězky                                  | Výsledek       |
| -- | ------------------ | ------------ | ------ | ------------------ | ---------------------------------------- | -------------- |
| 1. | 25. listopadu 2012 | Vendryně     | hala   | Martina Kubičíková | Jesika Malečková Kateřina Vaňková        | 7:6, 6:2       |
| 2. | 23. srpna 2013     | Braunschweig | antuka | Tereza Malíková    | Clothilde De Bernardi Isabella Shinikova | 3:6, 6:1, 10:8 |
| 3. | 6. září 2013       | Mestre       | antuka | Petra Krejsová     | Laura Thorpe Stephanie Vogt              | 7:6, 7:5       |
| 4. | 27. září 2013      | Loughborough | antuka | Magda Linette      | Cagla Buyukakcay Pemra Ozgen             | 6:2, 5:7, 10:6 |